# Livaie
Livaie foi uma comuna francesa na região administrativa da Normandia, no departamento Orne. Estendia-se por uma área de 12,75 km². Em 2010 a comuna tinha 773 habitantes (densidade: 60,6 hab./km²).
Em 1 de janeiro de 2019, passou a formar parte da nova comuna de L'Orée-d'Écouves.